# Star Istevnik
Star Istevnik är ett samhälle i Nordmakedonien. Det ligger i den östra delen av landet, 120 kilometer öster om huvudstaden Skopje. Star Istevnik ligger 771 meter över havet och antalet invånare är 250.